# CSM București
El Clubul Sportiv Municipal București, más conocido como CSM București (o, en español, CSM Bucarest) es un club de balonmano rumano de la ciudad de Bucarest, al sureste de Rumanía. 
El club fue fundado el 19 de junio de 2007 y participa dentro de la Liga Națională femenina y de la liga rumana de balonmano masculino, ya que cuenta con un equipo en ambas categorías. 

## Sección femenina
Desde su fundación en 2007, es uno de los equipos punteros del campeonato femenina, ya que su idilio con la liga rumana se remonta a la temporada 2014/15, dónde se proclamó campeón tras derrotar en la final por el título al HCM Baia Mare, y fue finalista de la Copa de Rumanía tras perder por la mínima ante el mismo rival. Todos estos resultados le han dado derecho a disputar por primera vez en su historia la Liga de Campeones de la EHF femenina 2015/16. 
Desde entonces una Copa de Europa (la conseguida en 2016), seis ligas y cinco copas rumanas llenan sus vitrinas.
Además es uno de los equipos más punteros del mundo en balonmano femenimo de la actualidad, debido a la renovación e inversión que se viene dando desde junio de 2014, con los fichajes de jugadoras de talla mundial como Carmen Martín, Ana Paula Rodrigues, Oana Manea, Linnea Torstenson, Maria Fisker o Isabelle Gulldén.

### Palmarés
- 1 x Champions League: campeón en 2016.
- 6 x Liga Națională: campeón en 2015, 2016, 2017, 2018, 2021, 2023[2]
- 5 x Copa de Rumanía: campeón en 2016, 2017, 2018, 2022, 2023[3]
- Trofeo de Bucarest: campeón en 2014 y 2015.

### Plantilla 2022-23
|  | Porteras - 1 Laura Glauser - 12 Marie Davidsen - 16 Evelina Eriksson Extremos izquierdos - 21 Alexandra Dindiligan - 28 Siraba Dembélé Extremos derechos - 2 Mihaela Mihai - 6 Malin Aune - 51 Marina Sudakova Pívots - 49 Andreea Ailincăi - 66 Ema Ramusović - 77 Crina Pintea | Laterales izquierdos - 3 Emilie Hegh Arntzen - 8 Cristina Neagu - 10 Ștefania Stoica - 14 Kalidiatou Niakaté Centrales - 9 Grâce Zaadi - 17 Elizabeth Omoregie Laterales derechos - 7 Alicia Gogîrlă - 15 Andrea Klikovac |

## Sección masculina

### Palmarés
- Copa de Rumania de balonmano (1): 2016.

### Plantilla 2024-25
|  | Porteros - Valentin Petrila - Vitalii Shymanskyi Extremos derechos - Andrei Mihalcea - Razvan Chiratcu Extremos izquierdos - Mihai Nica - Chike Onyejekwe Pívots - Adrian Rotaru - Zamfir Dumitrana - Dan Duță | Laterales izquierdos - Alex Dascalu - Raul Nantes Centrales - Vlad Caba Laterales derechos - Roman Dodica - David Voica |

## Infraestructuras
El CSM București juega sus partidos como local en la Sala Polivalentă, un edificio multiusos de Bucarest, capital de Rumanía. Está localizada en el Parque Tineretului, en la zona sur de la ciudad. Cuenta con una capacidad aproximada de 5,300 personas (sentadas). La sala es frecuentemente utilizada para la realización de conciertos, eventos deportivos de interior -como voleibol, fútbol sala o balonmano-, exhibiciones, actos culturales o recepciones. Por ejemplo, ha albergado el Festival de Eurovisión Infantil 2006.  
No obstante, esta prevista la construcción de un nuevo pabellón, llamado Lia Manoliu, con capacidad para 12.000 espectadores.